# Église luthérienne de Bouxwiller
L'église luthérienne de Bouxwiller est un édifice religieux dont l'existence est attestée dès le XIVe siècle. Elle se dresse au centre de la bourgade de Bouxwiller dans le département français du Bas-Rhin en région Grand Est et fut dédiée à la Vierge Marie avant de passer au culte luthérien en 1542. Le 16 octobre 1930, cette construction fut inscrite à l'inventaire des monuments historiques français.

## Histoire
La fondation de l'église, dédiée à la Vierge, remonte peut-être aux premières décennies du XIVe siècle. Elle est attestée dans les écrits en 1355. Avec la mise en place de la Réforme protestante en 1542 à Bouxwiller par le comte Philippe IV de Hanau-Lichtenberg, elle devient luthérienne et paroissiale. La partie inférieure de la tour voûtée qui servait de chœur, remonte au XIVe siècle. L'église est remaniée en 1546. Puis, la nef fut démolie et reconstruite en 1613 sur ordre du comte Johann Reinhard I de Hanau-Lichtenberg. Cette nouvelle construction est plus large avec deux étages de tribunes mais pas plus longue puisque de l'ancien édifice on a conservé une partie du mur occidental. La tour-chœur fut surélevée d'un niveau et intégrée dans l'agrandissement de la nef. En 1728, la tour est surélevée d'un beffroi octogonal à bulbe et clocheton et les fenêtres sont amputées de leurs réseaux gothiques de 1613 pour gagner en luminosité. Les voûtes des bas-côtés furent déposées en 1758. L'installation de l'orgue créé par Jean-André Silbermann en 1777-1778, nécessite la transformation de la loge seigneuriale qui fut alors ornée de stucs. En 1912, l'architecte Théo Berst procède à la restauration de l'extérieur de l'église puis en 1913 à son intérieur. Le deuxième étage des tribunes fut supprimé en 1965.

## Description
Cette église est orientée et son aspect extérieur est massif, car flanquée de lourds contreforts. Le vaisseau central de la nef est séparé par quatre grandes arcades en arc brisé des bas-côtés. Les tribunes occupent la périphérie de la nef. Leur garde-corps est presque partout orné de peintures religieuses. Six portes moulurées, de style gothique tardif, donnent accès à l'intérieur. La tour conserve des fenêtres géminées en plein cintre et une fenêtre avec réseau gothique dans la face ouest au-dessus du toit de la nef. Le vaisseau central est éclairé par des oculi, les bas-côtés par des fenêtres en arc brisé sans réseau. Le rez-de-chaussée de la tour est voûté d'ogives avec un ancien arc triomphal vers la loge seigneuriale. Il est flanqué de vestibules où subsistent les culots, sculptés de têtes, des voûtes supprimées et où se situe, côté nord, la tourelle d'escalier circulaire (limon hélicoïdal), qui donne accès aux étages de la tour. Sur les murs sont fixées des dalles funéraires.

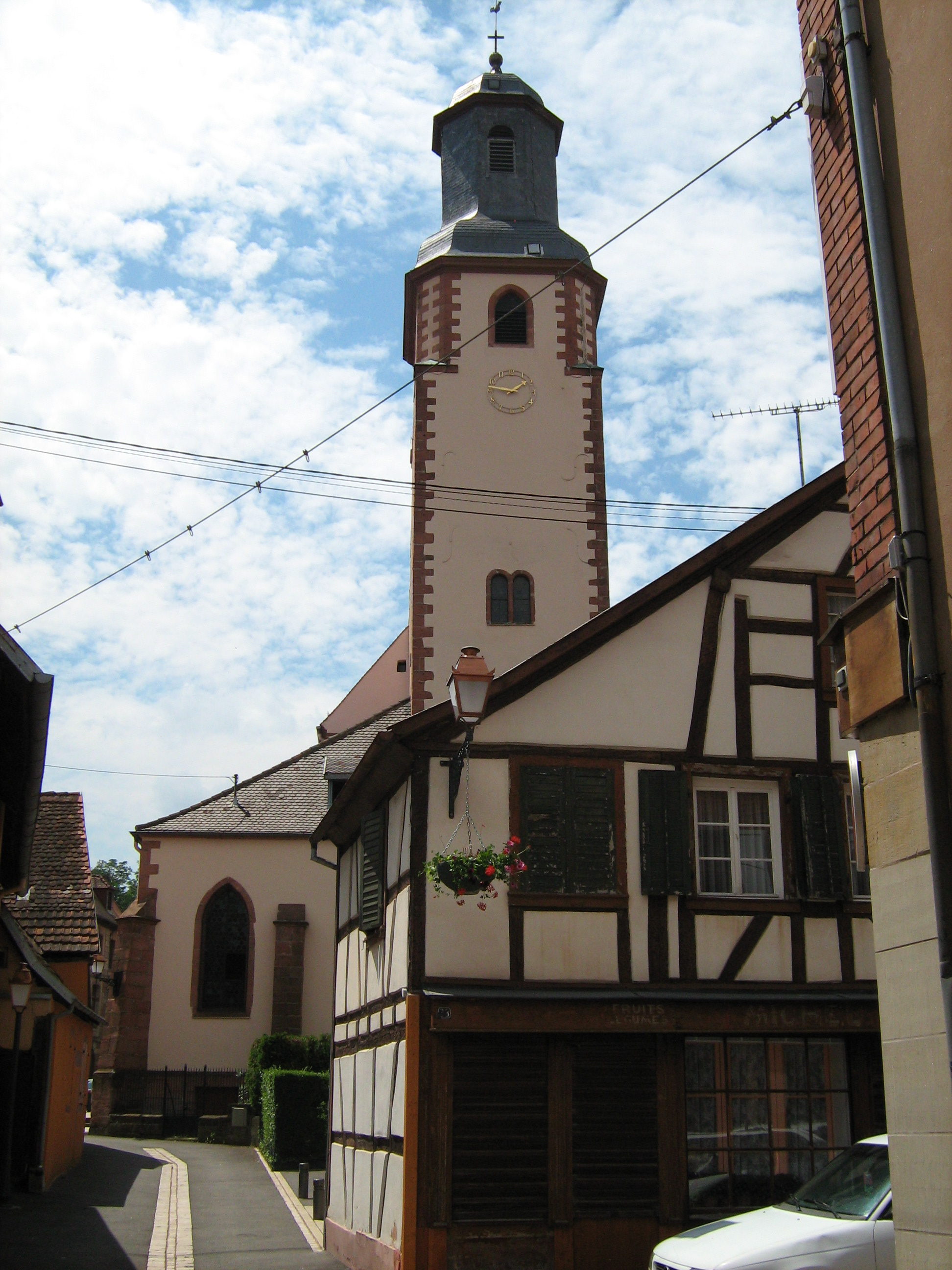
Le clocher de l'église luthérienne vu depuis la Grand'Rue.
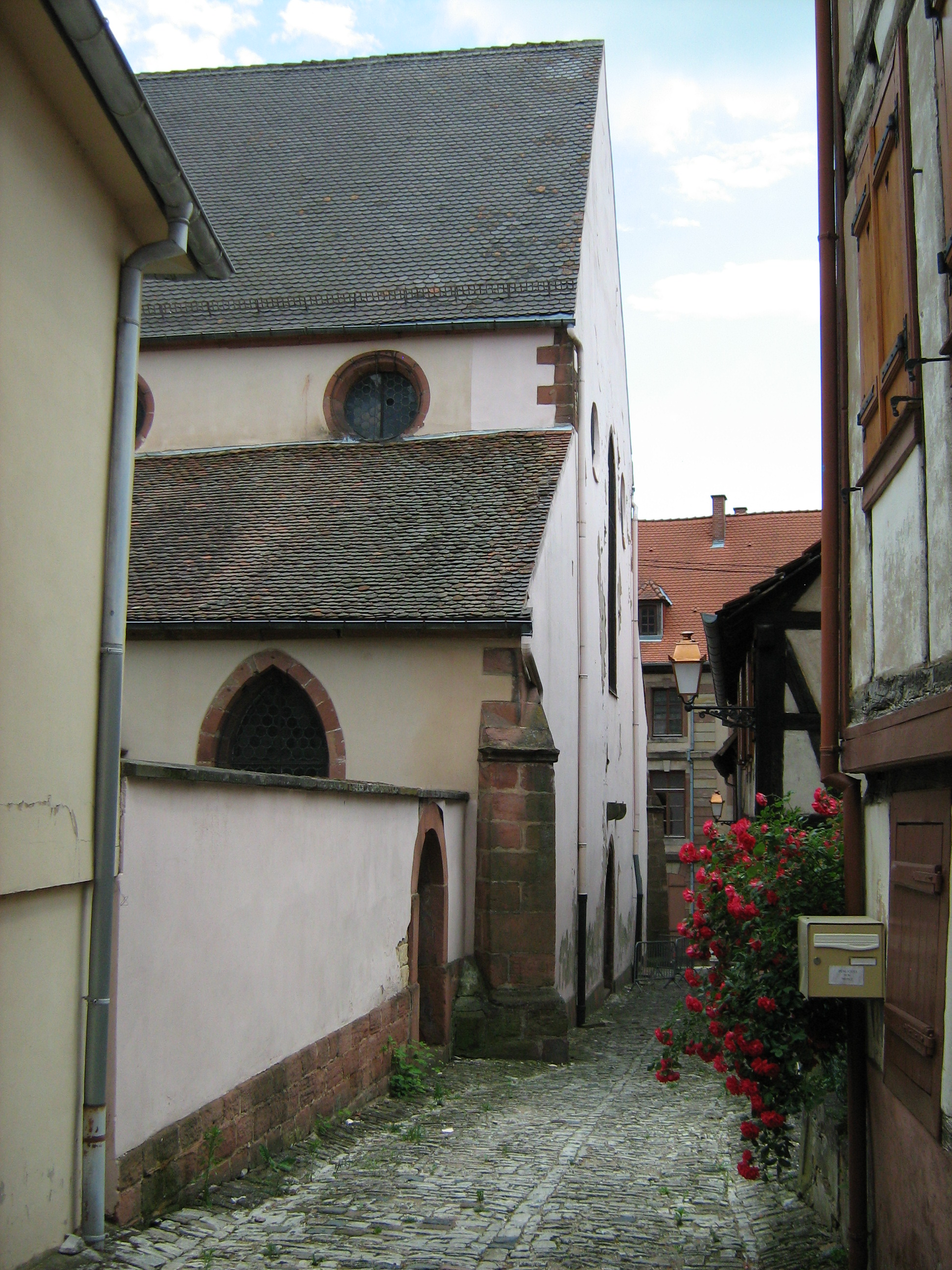
Ruelle pavée à l'arrière de l'église.
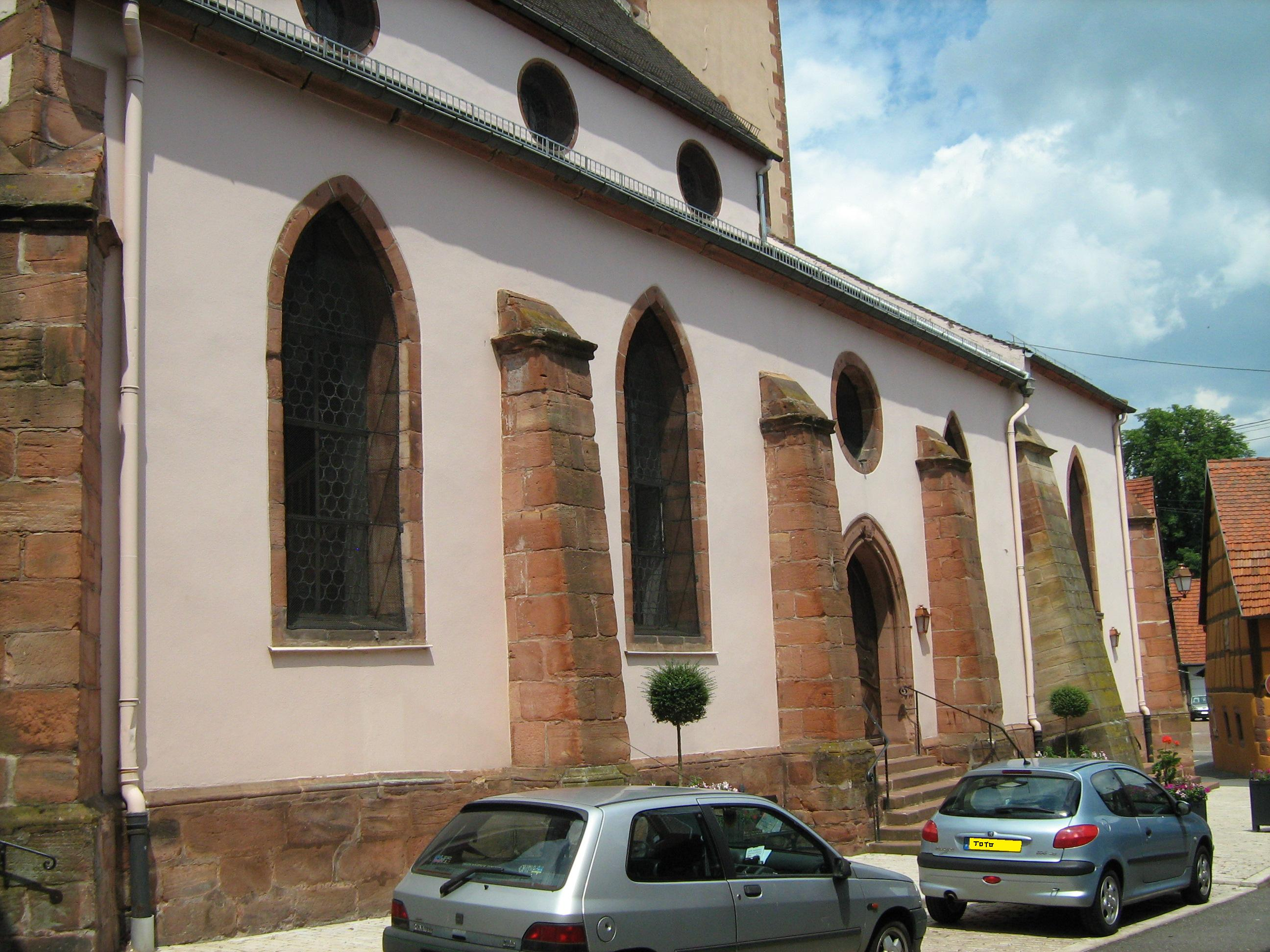
Nef latérale vue depuis le parvis le l'église.
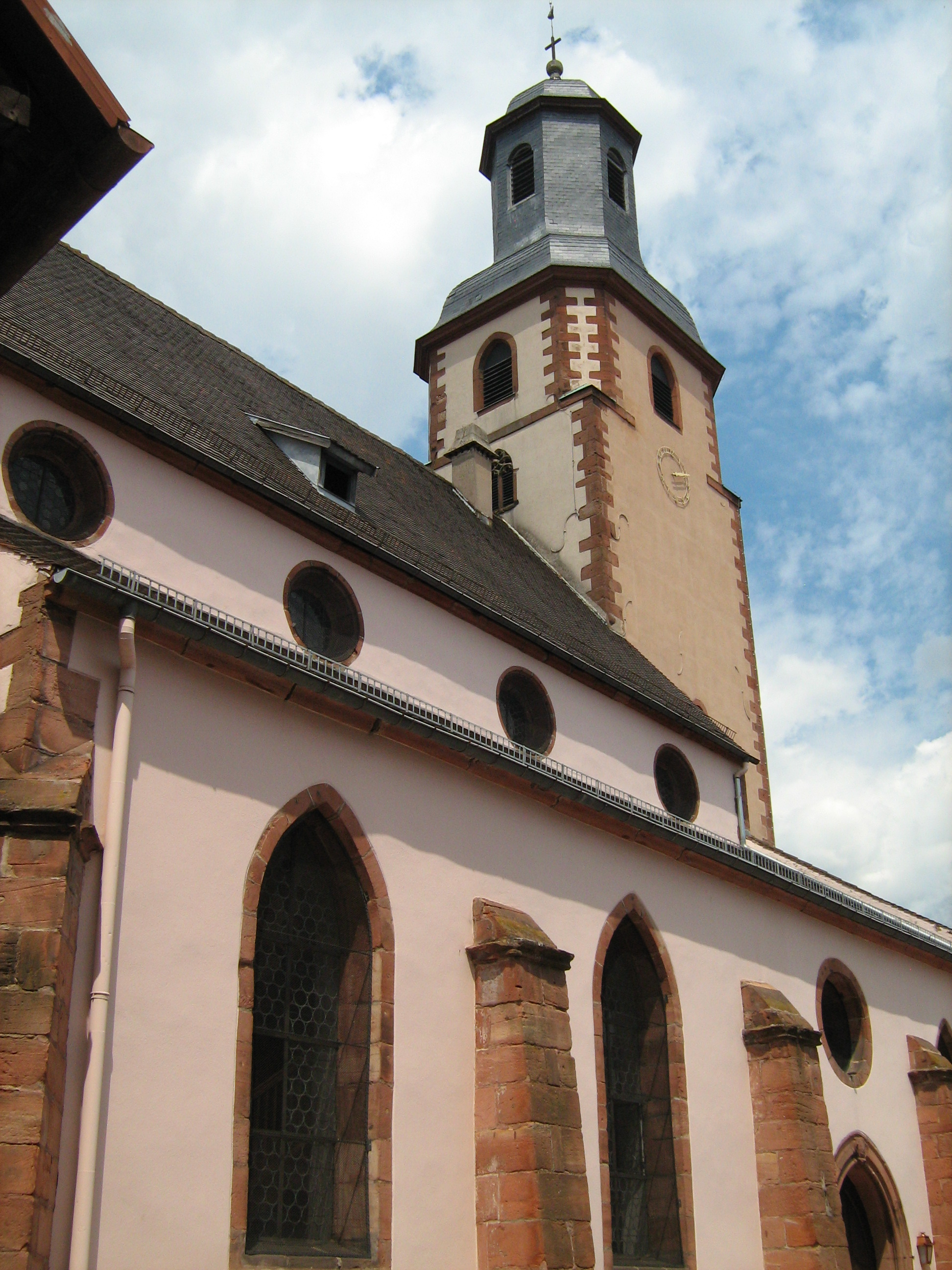
Le clocher vu depuis le parvis.

### Le plan quadrangulaire
L’église prend son aspect définitif au XVIIIe siècle. L’importance de la prédication dans la liturgie protestante a fait renoncer à l’axe longitudinal au profit d’un plan plus rectangulaire. On a déposé aussi les voûtes des bas-côtés en 1758 et 1762. L’église est ceinturée d’une tribune, qui avait deux niveaux, mais le deuxième étage a été supprimé en 1965. Les panneaux de la tribune sont peints, au sud de scènes bibliques (fuite de Jacob, Jonas rejeté par la baleine, le riche et Lazare, le pharisien et le collecteur d’impôts, décollation de saint Jean Baptiste, conversion de Paul), à l’ouest du Christ et des douze apôtres et du Jugement dernier, à l’Est de Jean-Baptiste, de Jonas à Ninive et de la Nativité. L’ensemble a été restauré par Henri Ebel entre 1912 et 1914.

### L’orgue Silbermann
L’orgue monumental réalisé en 1778 par Jean-André Silbermann, alors au faîte de sa gloire, remplace l’orgue Baldner de 1666 jugé trop petit, qui se trouve aujourd'hui dans l’église Saint-Léger de Bouxwiller. Le buffet d’orgue a été classé monument historique en 1977 : des tourelles de hauteurs différentes alternent avec les tuyaux, avec un bel effet de symétrie et de contrastes. L’orgue a été restauré en 1968 par le facteur d’orgues Alfred Kern. Il comporte deux claviers, 28 jeux dont 11 sont des jeux d’origine, les autres ont été recréés d’après des documents d’origine.

### La chaire polychrome

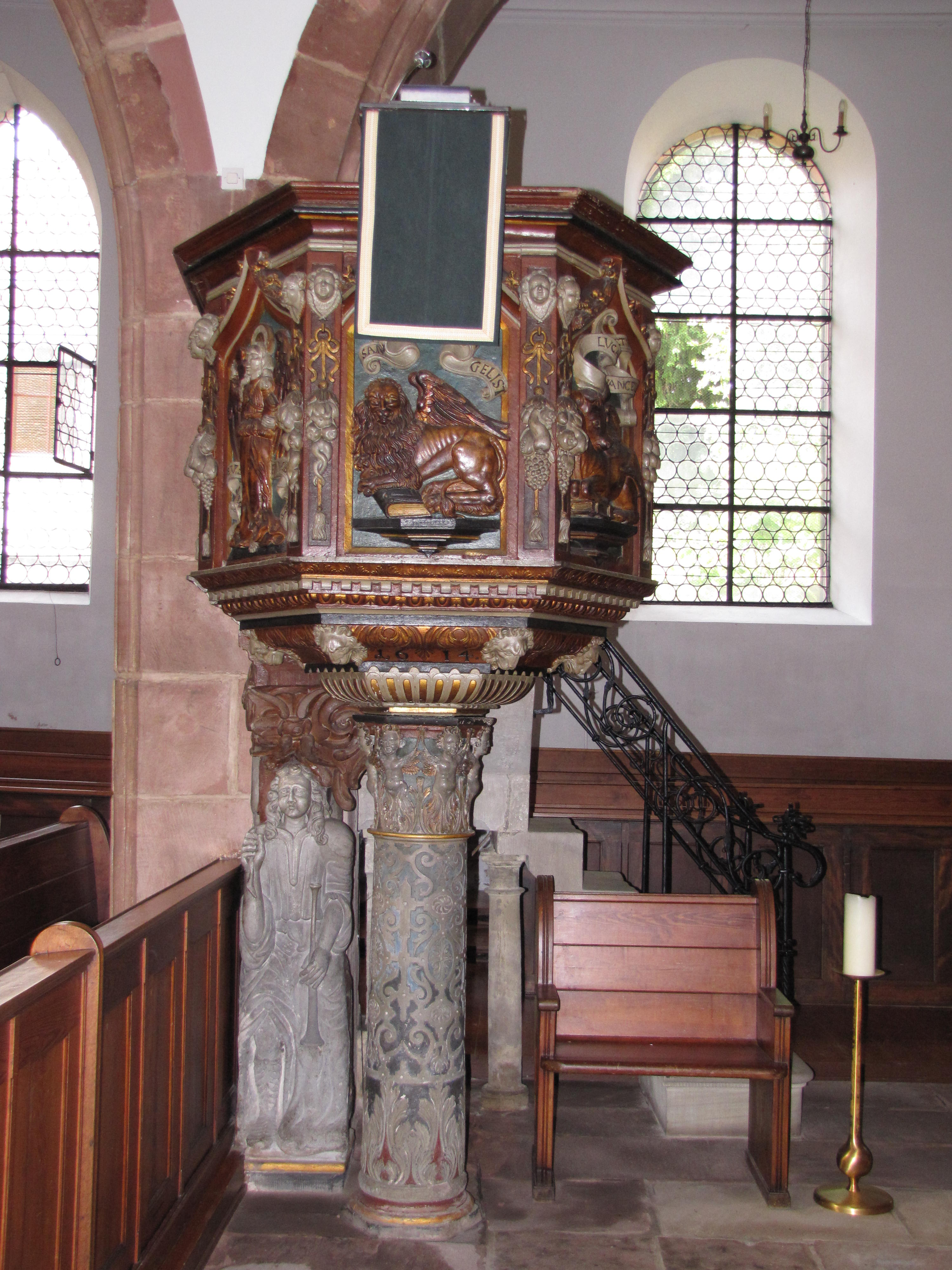
Chaire polychrome.

La chaire est en grès sculpté, datée de 1579 pour les remplois et de 1614 pour la cuve. La balustrade comporte cinq panneaux, dont quatre de style gothique flamboyant représentant les symboles des Évangélistes : ange (saint Matthieu), lion ailé (saint Marc), taureau ailé (saint Luc), aigle (saint Jean). Le cinquième panneau présente des citations bibliques en latin dans un cadre enroulé. Les pilastres sont en pierre sculptée, décorés de guirlandes, de fruits et de têtes expressives. Aux angles se trouvent des têtes de fauves. L’ensemble mêle le gothique tardif et le style Renaissance.

### La loge seigneuriale
Réservée à la famille comtale et à la noblesse locale, elle a pris sa forme actuelle lors de la mise en place de l’orgue Silberman. Elle a de beaux décors en stuc de 1778.

### L’ancien chœur
L’ancien chœur de l’église gothique se trouve à l’est, à l’arrière de la loge seigneuriale et n’a pas d’autre fonction que de donner accès à la tourelle d’escalier du clocher. Huit pierres tombales de la famille seigneuriale du XVIIe siècle s’y trouvent, dont celles de deux enfants morts en bas âge. Elles ont un grand intérêt héraldique.